# Tjugonde centralkommittén i Kinas kommunistiska parti
Den tjugonde centralkommittén i Kinas kommunistiska parti valdes på Kinas kommunistiska partis tjugonde kongress den 22 oktober 2022.
Den består av 205 ordinarie ledamöter och 171 suppleanter och har en mandatperiod fram till partikongressen 2027. Den har valt partiets tjugonde politbyrå.

## Ledamöter
- Ding Xuedong
- Ding Xuexiang
- Wan Lijun
- Xi Jinping
- Ma Xingrui
- Ma Xiaowei
- Wang Ning
- Wang Kai
- Wang Kai
- Wang Yong
- Wang Hao
- Wang Qiang
- Wang Peng
- Wang Yi
- Wang Xiaohong
- Wang Guanghua
- Wang Renhua
- Wang Wenquan
- Wang Wentao
- Wang Yubo
- Wang Zhengpu
- Wang Dongming
- Wang Weizhong
- Wang Zhijun
- Wang Xiubin
- Wang Huning
- Wang Junzheng
- Wang Zhonglin
- Wang Shouwen
- Wang Chunning
- Wang Lixia
- Wang Xiaohui
- Wang Xiangxi
- Wang Qingxian
- Wang Menghui
- Ju Qiansheng
- Mao Weiming
- Yin Li
- Yin Hong
- Bagatur
- Erkin Tuniyaz
- Shi Taifeng
- Ye Jianchun
- Feng Fei
- Qu Qingshan
- Ren Zhenhe
- Zhuang Rongwen
- Liu Ning
- Liu Wei
- Liu Xiaoming
- Liu Faqing
- Liu Qingsong
- Liu Guozhong
- Liu Jinguo
- Liu Jianchao
- Liu Junchen
- Liu Zhenli
- Liu Haixing
- Qi Yu
- Xu Qin
- Xu Kunlin
- Xu Xueqiang
- Sun Jinlong
- Sun Shaocheng
- Yin Hejun
- Yan Jinhai
- Li Yi
- Li Wei
- Li Xi
- Li Qiang
- Li Ganjie
- Li Xiaoxin
- Li Fengbiao
- Li Shulei
- Li Yuchao
- Li Lecheng
- Li Yifei
- Li Shangfu
- Li Guoying
- Li Bingjun
- Li Qiaoming
- Li Xiaohong
- Li Hongzhong
- Yang Cheng
- Yang Zhiliang
- Yang Xuejun
- Xiao Jie
- Xiao Pei
- Wu Hansheng
- Wu Yanan
- Wu Zhenglong
- Wu Xiaojun
- He Weidong
- He Lifeng
- He Hongjun
- Zou Jiayi
- Ying Yong
- Wang Haijiang
- Shen Chunyao
- Shen Xiaoming
- Shen Yueyue
- Huai Jinpeng
- Zhang Gong
- Zhang Jun
- Zhang Lin
- Zhang Youxia
- Zhang Shengmin
- Zhang Yuzhuo
- Zhang Qingwei
- Zhang Hongbing
- Zhang Hongsen
- Zhang Yupu
- Zhang Guoqing
- Lu Hao
- Lu Zhiyuan
- Chen Gang
- Chen Xu
- Chen Yixin
- Chen Xiaojiang
- Chen Wenqing
- Chen Jining
- Chen Min'er
- Nurlan Abilmazhinuly
- Miao Hua
- Lin Wu
- Lin Xiangyang
- Yi Huiman
- Yi Lianhong
- Luo Wen
- Jin Zhuanglong
- Jin Xiangjun
- Zhou Qiang
- Zhou Naixiang
- Zhou Zuyi
- Zheng Shanjie
- Zheng Xincong
- Meng Fanli
- Meng Xiangfeng
- Zhao Long
- Zhao Gang
- Zhao Yide
- Zhao Leji
- Zhao Xiaozhe
- Hao Peng
- Hu Zhongming
- Hu Yuting
- Hu Changsheng
- Hu Heping
- Hu Chunhua
- Hu Henghua
- Zhong Shaojun
- Xin Changxing
- Hou Kai
- Hou Jianguo
- Yu Qingjiang
- Yu Jianhua
- He Rong
- He Junke
- Qin Gang
- Qin Shutong
- Yuan Huazhi
- Yuan Jiajun
- Tie Ning
- Ni Hong
- Ni Yuefeng
- Xu Lin
- Xu Xisheng
- Xu Zhongbo
- Xu Qiling
- Xu Deqing
- Yin Yong
- Gao Xiang
- Gao Zhidan
- Guo Puxiao
- Tang Renjian
- Tang Dengjie
- Huang Ming
- Huang Qiang
- Huang Shouhong
- Huang Kunming
- Huang Jianfa
- Huang Xiaowei
- Gong Zheng
- Chang Dingqiu
- Tuo Zhen
- Liang Yanshun
- Liang Huiling
- Shen Yiqin
- Dong Jun
- Han Jun
- Han Wenxiu
- Jing Junhai
- Cheng Lihua
- Fu Hua
- Tong Jianming
- Xie Chuntao
- Lan Tianli
- Lan Fo'an
- Lou Yangsheng
- Lei Fanpei
- Shen Haixiong
- Cai Qi
- Cai Jianjiang
- Pei Jinjia

## Suppleanter
- Ding Xiangqun (丁向群)
- Ding Xingnong (丁兴农)
- Yu Lijun (于立军)
- Yu Jihong (于吉红) (kvinna)
- Yu Huiwen (于会文) (manchu)
- Ma Hancheng (马汉成) (huikines)
- Wang Jian (王健)
- Wang Xi (王曦)
- Wang Liyan (王立岩)
- Wang Yonghong (王永红)
- Wang Kangping (王抗平)
- Wang Tingkai (王庭凯)
- Wang Xinwei (王新伟)
- Wang Jiayi (王嘉毅)
- Wei Tao (韦韬) (zhuang)
- Fang Yongxiang (方永祥)
- Fang Hongwei (方红卫)
- Deng Yiwu (邓亦武)
- Deng Xiuming (邓修明)
- Shi Yugang (石玉钢) (miao)
- Shi Zhenglu (石正露)
- Lu Hong (卢红) (kvinna)
- Lu Dongliang (卢东亮)
- Fu Wenhua (付文化)
- Cong Liang (丛亮)
- Bao Gang (包钢) (mongol)
- Xing Shanping (邢善萍) (kvinna)
- Ji Lin (吉林)
- Qu Yingpu (曲莹璞)
- Lü Jun (吕军)
- Zhu Tianshu (朱天舒)
- Zhu Wenxiang (朱文祥)
- Zhu Zhisong (朱芝松)
- Zhu Guoxian (朱国贤)
- Zhu Hexin (朱鹤新)
- Liu Jun (刘珺)
- Liu Jie (刘捷)
- Liu Qiang (刘强)
- Liu Zhonghua (刘仲华)
- Liu Hongjian (刘洪建)
- Liu Guiping (刘桂平)
- Liu Liehong (刘烈宏)
- Liu Jingzhen (刘敬桢)
- Guan Zhi'ou (关志鸥) (manchu)
- Tang Guangfu (汤广福)
- An Wei (安伟)
- Nong Shengwen (农生文) (zhuang)
- Sun Xiangdong (孙向东)
- Sun Jinming (孙金明)
- Sun Meijun (孙梅君) (kvinna)
- Ji Bin (纪斌)
- Du Jiangfeng (杜江峰)
- Li Yunze (李云泽)
- Li Wentang (李文堂)
- Li Shucai (李术才)
- Li Shisong (李石松) (bai)
- Li Hongjun (李红军)
- Li Xianyu (李贤玉) (kvinna, korean)
- Li Mingjun (李明俊)
- Li Mingqing (李明清)
- Li Jianrong (李建榕) (kvinna)
- Li Rongcan (李荣灿)
- Li Dianxun (李殿勋)
- Li Ruxin (李儒新)
- Yang Bin (杨斌) (yi)
- Yang Jinbai (杨晋柏)
- Lian Maojun (连茂君)
- Shi Guanghui (时光辉)
- Wu Hao (吴浩)
- Wu Qing (吴清)
- Wu Qiang (吴强) (dong)
- Wu Kongming (吴孔明)
- Wu Junbao (吴俊宝)
- Wu Shenghua (吴胜华) (buyi)
- Wu Zhaohui (吴朝晖)
- Qiu Yong (邱勇)
- He Yaling (何雅玲) (kvinna)
- Gu Shu (谷澍)
- Shen Ying (沈莹) (kvinna)
- Shen Danyang (沈丹阳)
- Zhang Wei (张伟)
- Zhang Zheng (张政)
- Zhang Fengzhong (张凤中)
- Zhang Wenbing (张文兵)
- Zhang Anshun (张安顺)
- Zhang Guohua (张国华)
- Zhang Zhongyang (张忠阳)
- Zhang Jinliang (张金良)
- Zhang Chunlin (张春林)
- Zhang Rongqiao (张荣桥)
- Zhang Chaochao (张超超)
- Zhang Zhigang (张智刚)
- Chen Jie (陈杰)
- Chen Yong (陈雍) (manchu)
- Chen Yongqi (陈永奇)
- Chen Hongmin (陈宏敏)
- Chen Jianwen (陈建文)
- Chen Ruifeng (陈瑞峰)
- Lin Keqing (林克庆)
- Hang Yihong (杭义洪)
- Luo Qiang (罗强) (miao)
- Luo Dongchuan (罗东川)
- Jin Donghan (金东寒)
- Zhou Zhijin (周志鑫)
- Zhou Jianguo (周建国)
- Zheng Xuexuan (郑学选)
- Zhao Dong (赵东) (manchu)
- Hu Wenrong (胡文容)
- Shi Xiaolin (施小琳) (kvinna)
- Jiang Hui (姜辉)
- Jiang Guoping (姜国平)
- Hong Qing (洪庆) (korean)
- Zuliati Simayi (祖力亚提·司马义) (kvinna, uighur)
- Fei Dongbin (费东斌)
- Fei Gaoyun (费高云)
- Yao Lin (姚林)
- Yuan Jie (袁洁)
- Yuan Gujie (袁古洁) (kvinna)
- Xia Linmao (夏林茂)
- Xu Liuping (徐留平)
- Ling Huanxin (凌焕新)
- Guo Fang (郭芳) (kvinna)
- Guo Yuanqiang (郭元强)
- Guo Ningning (郭宁宁) (kvinna)
- Guo Yonghong (郭永红) (kvinna)
- Guo Zhuxue (郭竹学)
- Zhuge Yujie (诸葛宇杰)
- Huang Ru (黄如) (kvinna, huikines)
- Huang Xucong (黄旭聪)
- Huang Zhiqiang (黄志强)
- Huang Lusheng (黄路生)
- Cao Shumin (曹淑敏) (kvinna)
- Gong Qihuang (龚旗煌)
- Chang Jin (常进)
- Cui Yuzhong (崔玉忠)
- Cui Yonghui (崔永辉)
- Kang Yi (康义)
- Peng Jiaxue (彭佳学)
- Ge Qiaohong (葛巧红) (kvinna)
- Dong Weiming (董卫民)
- Han Liming (韩立明) (kvinna)
- Qin Weizhong (覃伟中)
- Jing Jianfeng (景建峰)
- Fu Aiguo (傅爱国)
- Purpu Tonchup (普布顿珠) (tibetan)
- Zeng Yixin (曾益新)
- Zeng Zanrong (曾赞荣)
- Wen Gang (温刚)
- Lan Xiao (蓝晓) (yao)
- Yu Aihua (虞爱华)
- Dou Xiankang (窦贤康)
- Cai Yunge (蔡允革)
- Cai Lixin (蔡丽新) (kvinna)
- Cai Xiliang (蔡希良)
- Gama Zeden (嘎玛泽登) (tibetan)
- Liao Lin (廖林)
- Miao Jianmin (缪建民)
- Li Xiang (黎湘)
- Wei Wenhui (魏文徽)
- Tsheringthar (才让太) (tibetan people)
- Wang Xudong (王旭东)
- Wang Xiaoyun (王晓云) (kvinna)
- Yang Fasen (杨发森)
- Xiao Chuan (肖川)
- Yu Jianfeng (余剑锋)
- Song Zhiyong (宋志勇)
- Song Yushui (宋鱼水) (kvinna)
- Zhang Jing (张晶)
- Zhou Changkui (周长奎)
- Shi Jintong (施金通) (miao)
- Wang Cheng (王成)